# ドリス・マツイ
ドリス・オカダ・マツイ（英語: Doris Okada Matsui、日本名：松井 佳寿恵〈まつい かずえ〉、1944年9月25日 - ）は、アメリカ合衆国の政治家。民主党下院議員（カリフォルニア州第6選挙区）。夫ボブ・マツイが2005年1月1日に死去した後、その後継として同年3月8日の補選に出馬し、当選。3月10日に宣誓して下院議員となった。

## 概要

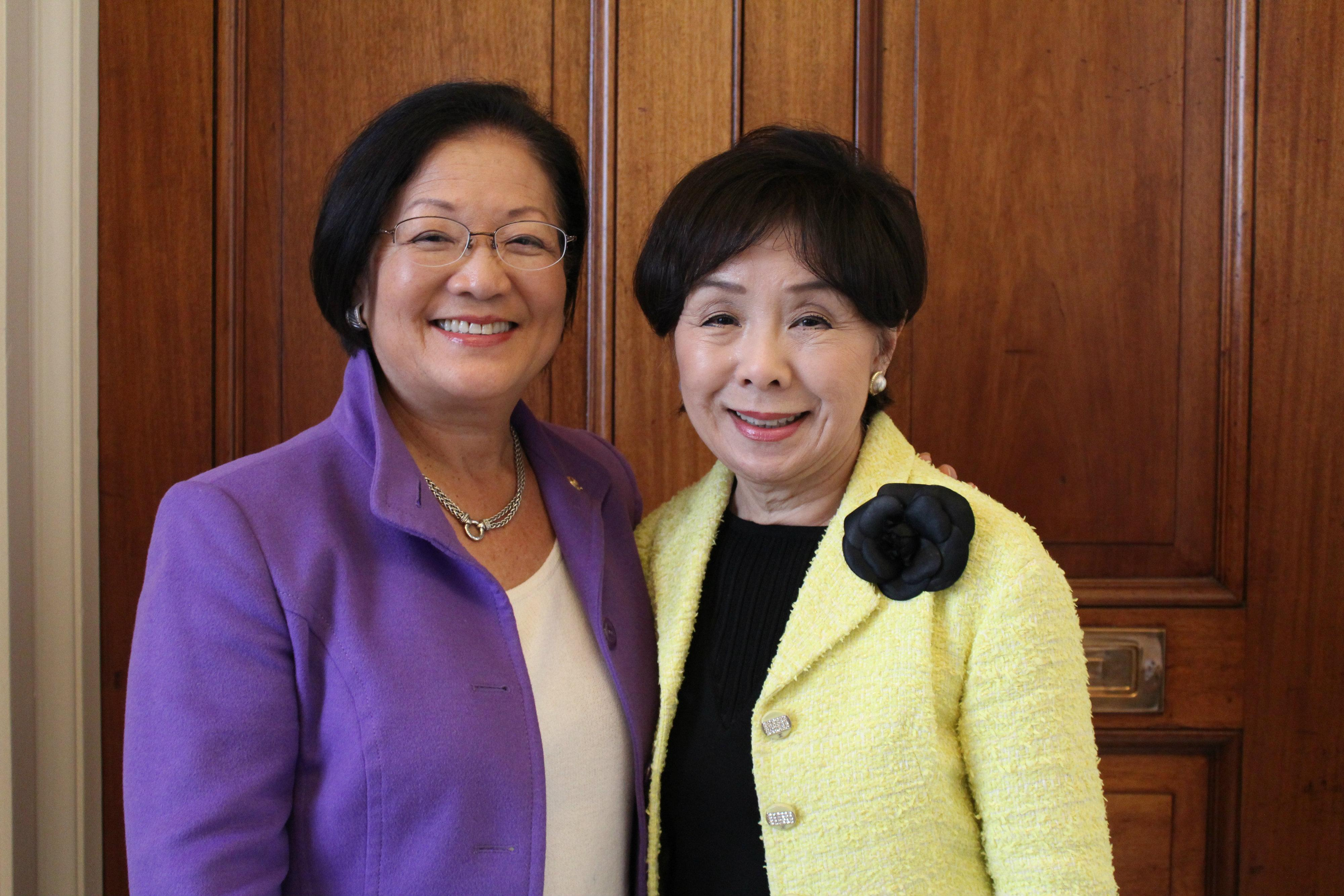
メイジー・ヒロノと（2015年4月29日）

第二次世界大戦中の1944年にアリゾナ州の日系人強制収容所「ポストン戦争強制収容センター」に生まれ、カリフォルニア州のセントラル・バレーの町ディニューバで育つ。カリフォルニア大学バークレー校を卒業し、心理学士取得。在学中に夫ボブと出会う。
夫ボブがサクラメントで弁護士や市議として活動していた頃、マツイは専業主婦であるとともに、"Lawyers' Wives"（現在のLegal Auxiliary of Sacramento）で活躍する社交界の名士であった。マツイ夫妻はその後、ワシントンD.C.に移住し、そこで息子ブライアンをもうけた。
マツイはビル・クリントンの大統領選挙活動にボランティアとして参加した。クリントンの当選後、アレキシー・ヘルマンの元、大統領スタッフとして従事。2000年9月、クリントンによってウィルソンセンターの役員に抜擢される。
1993年から1998年までホワイトハウスで勤務。2005年にカリフォルニアに戻り、下院選に立候補するまでの間、ワシントンで企業のロビイストとして活動した。
2005年に夫ボブが死去すると、地盤を継いでカリフォルニア州第5選挙区より立候補。13人の候補が乱立する中、68.2%の得票を得て当選する。以降、2回選挙区を替えつつ当選を重ねている。
アメリカ合衆国下院商業・エネルギー委員会に所属しており、サクラメントをクリーンテクノロジー拠点とすることを提唱している。

## 脚註
1. ↑  Office of the California Secretary of State Archived 2008年5月29日, at the Wayback Machine. "Official Canvass," (retrieved on August 1, 2009)
2. ↑  “Rep. Doris Matsui”. The Arena.   Politico. 2012年8月17日閲覧。

- "Who's Who in President-elect Clinton's transition team". The Washington Post. November 13, 1992. A25.